# Słowo Polskie
Słowo Polskie – dziennik dolnośląski wydawany we Wrocławiu w latach 1945–2004.

## Historia

### 1945−1989

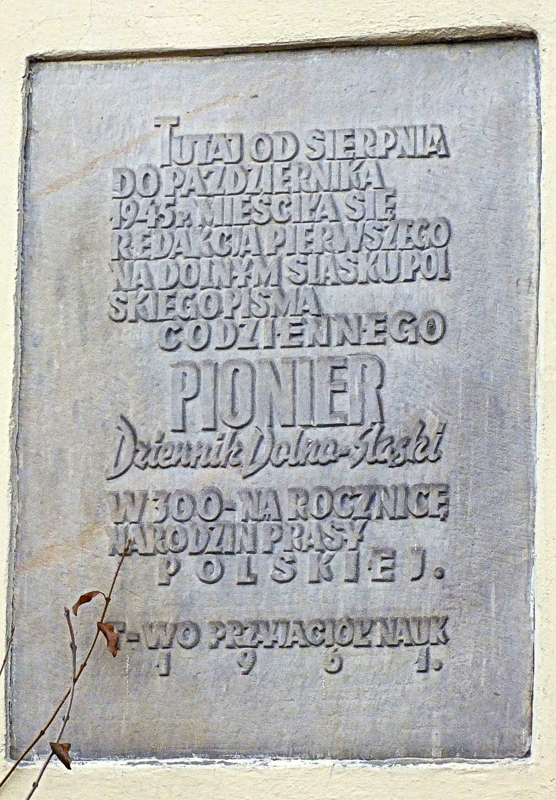
Legnica, tablica pamiątkowa na elewacji budynku przy al. Rzeczypospolitej 119

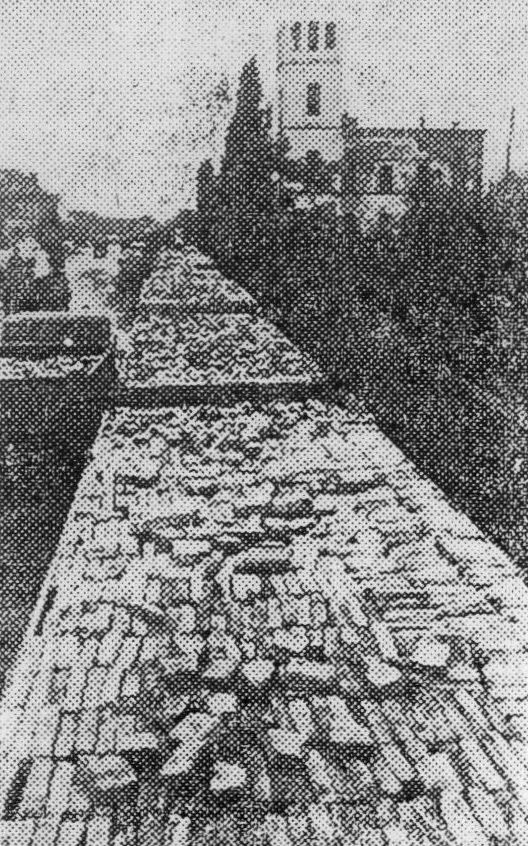
Zdjęcie ze „Słowa Polskiego” z 1954 przedstawiające wywózkę z Wrocławia rozbiórkowych cegieł na odbudowę Warszawy

Pierwszy numer dziennika ukazał się 27 sierpnia 1945 w Legnicy, ówczesnej siedzibie władz regionalnych. Nosił wówczas tytuł „Pionier”, wydawcą była delegatura „Czytelnika”.
15 października redakcję „Pioniera” przeniesiono do Wrocławia na ul. Krupniczą 13 (Kamienica Pokoyhof). W listopadzie 1946, po plebiscycie wśród czytelników, zmieniono tytuł gazety na „Słowo Polskie”. Tytuł ten został wybrany niewątpliwie częściowo dlatego, że „Słowo Polskie” wychodziło przed wojną we Lwowie, a znaczną część mieszkańców Wrocławia stanowili przymusowi polscy wysiedleńcy z byłego województwa lwowskiego.
„Słowo Polskie” od samego początku swego istnienia było gazetą traktowaną nieco inaczej niż organ Komitetu Wojewódzkiego PPR, potem PZPR – „Gazeta Robotnicza”. Dlatego uchodziły w niej takie dowcipy, jak na prima aprilis w latach pięćdziesiątych, kiedy podano w gazecie informację, że biuro podróży „Orbis” przyjmuje zapisy na wycieczkę statkiem MS Batory do Szwajcarii, albo że każdemu, kto przyjdzie z kubkiem na Plac Grunwaldzki będzie wydawany francuski koniak.
Od lutego 1951 dziennik był w znacznej części mutacją stołecznego „Expressu Wieczornego” – o zmniejszonej objętości i bez niedzielnego dodatku „Zwierciadło”. Później, szczególnie po 1956 r., miał miejsce coraz znaczniejszy udział wrocławskiego działu miejskiego i odejście od związków z „Expressem”.
Z inicjatywy redakcji „Słowa Polskiego” powołane zostało w 1956 r. Towarzystwo Miłośników Wrocławia, organizowane były plebiscyty o „Złotą Iglicę” (dla najlepszych dolnośląskich artystów), a także plebiscyty dla najlepszych sportowców i trenerów itp. Z redakcją „Słowa Polskiego” był w tym czasie ściśle związany m.in. red. Michał Żywień. Korespondentką gazety była Zofia Gostomska-Zarzycka.

### 1989−2002

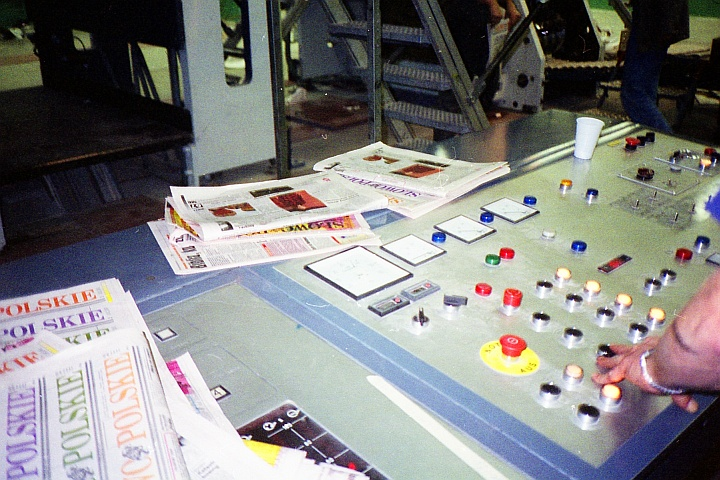
Testy maszyny drukarskiej „Słowa Polskiego” na Swojczycach, 1996/1997

Po zmianach ustrojowych w Polsce po 1989 roku, kiedy 22 marca 1990 Sejm uchwalił likwidację RSW Prasa-Książka-Ruch, redaktorem naczelnym „Słowa Polskiego”, po Romualdzie Gomerskim, został Andrzej Karmiński. Redakcja przekształcona została w Spółdzielnię Pracy „Słowo Polskie”; członkami spółdzielni zostali wszyscy pracownicy gazety: dziennikarze oraz pracownicy pomocniczy. Na początku 1991 Karmiński w imieniu Spółdzielni podpisał umowę spółki z ograniczoną odpowiedzialnością z katowickim Bankiem Handlowo-Kredytowym. Utworzona firma „Wydawnictwo Słowo Polskie sp.z o.o.” wkrótce podpisała kolejną umowę, z norweskim koncernem wydawniczym Orkla-Media A/S, który w tym czasie inwestycjami w prasę polską, poprzedzonymi negocjacjami z kilkoma dziennikami (głównie Polski południowo-zachodniej, w tym również z popołudniówką „Wieczór Wrocławia”), rozpoczął swoją aktywność gospodarczą w Europie Środkowo-Wschodniej. Orkla objęła w nowo utworzonej „Słowo Media sp. z o.o.” 1/3 udziałów. Po likwidacji BHK w związku z aferą art-B Spółdzielnia i jej członkowie przejęli udziały Banku. W 1994 Karmińskiego zastąpił na stanowisku redaktora naczelnego Jan Wawrzyniak, a tego w 1997 – Piotr Adamczyk. Na przełomie 1996 i 1997 „Słowo Polskie” uruchomiło we Wrocławiu swoją własną drukarnię (zakupioną w Norwegii od banku, który przejął „w naturze” długi drukarni w mieście Drammen), która wkrótce, w lipcu 1997 została zalana przez „powódź tysiąclecia”. Unieruchomiona na trzy miesiące wznowiła produkcję w październiku (w tym czasie dziennik drukowany był w Opolu), a wkrótce potem Orkla przekonała swego wspólnika w spółce do odsprzedania jej najpierw części (do 50%), a w parę lat później – całości udziałów w spółce „Słowo Media”, wydawcy „Słowa Polskiego”. W międzyczasie, w roku 2001, na stanowisku redaktora naczelnego nastąpiła kolejna zmiana (Piotra Adamczyka zastąpił Tomasz Duda). Orkla, mając już całkowitą kontrolę nad „Słowem Polskim” i drukarnią (oraz nad „Wieczorem Wrocławia”, który został przez Orklę wykupiony wcześniej) przekształciła je we wspólny z „Wieczorem” i z drukarnią organizm gospodarczy – Dolnośląskie Wydawnictwo Prasowe.
Z wydawanych wraz z dziennikiem dodatków tematycznych (m.in. „Kupiec Dolnośląski”, „Rolnik Dolnośląski”, „Wszystko dla Domu”, dodatek sportowy) w I połowie lat 90. wyodrębniło się „Słowo Sportowe”, początkowo (od 1993 r.) jako wychodząca raz w tygodniu integralna część dziennika „Słowo Polskie”. Później przekształciła się ona w samodzielny tytuł; tygodnik ten po kilku przekształceniach własnościowych od roku 2008 wydawany najpierw przez spółkę „Agolma”, należącą do jednego z byłych dziennikarzy „Słowa Polskiego”, a później – po wykupieniu przezeń i jego rodzinę kompletu udziałów w firmie „Wydawnictwo Słowo Polskie sp.z o.o.” – przez tę spółkę.

### po 2002

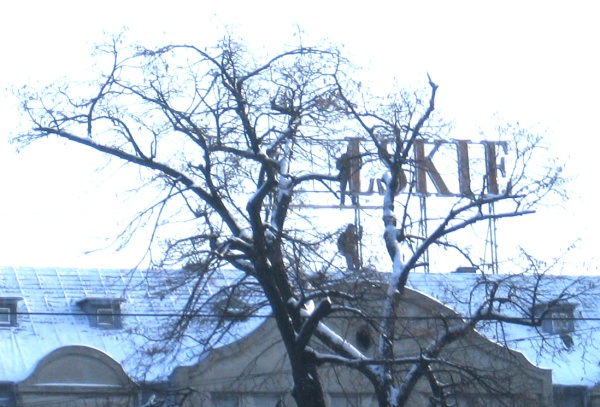
Rok 2005, Wrocław, pl. Kościuszki: demontaż reklamy „Słowa Polskiego”

W 2003 Orkla sprzedała udziały Dolnośląskiego Wydawnictwa Prasowego – a zatem i tytuł „Słowo Polskie” – niemieckiej spółce Neue Passauer Presse (na rynku polskim działającej jako Polskapresse), wydawcy konkurencyjnego dziennika „Gazeta Wrocławska”. Operacja ta została zaskarżona do Urzędu Antymonopolowego (m.in. także dlatego, że Polskapresse zyskała monopolistyczną na rynku regionalnym pozycję, kupiwszy od Orkli, w ramach Dolnośląskiego Domu Wydawniczego również „Wieczór Wrocławia”, oraz drukarnię). Urząd Antymonopolowy uznał, że koncentracja została przez Passauera dokonana wbrew prawu i podjął precedensową decyzję, zgodnie z którą miała ona sprzedać majątek nabyty w wyniku łączenia. Polskapresse zaskarżyła jednak tę decyzję do Sądu Ochrony Konkurencji i Konsumentów twierdząc, że nabyła tylko część, a nie całość przedsiębiorstwa. Ten argument okazał się wystarczający, Polskapresse wygrała sprawę.
Ostatnim redaktorem naczelnym dziennika był Tomasz Duda, później redaktor naczelny i prezes Polskiego Radia Wrocław. W skład kierownictwa redakcji wchodzili wówczas także Stanisław Lejda i Agnieszka Niczewska (wydawcy), Marek Maciuk (kierownik działu Wrocław), Tomasz Bonek (kierownik działu ekonomicznego) – później redaktor naczelny Money.pl oraz Ewa Mielnik (kierownik działu regionalnego) i Cezary Żyromski (sekretarz redakcji).
Polskapresse niezwłocznie włączyła dotychczasowy „Wieczór Wrocławia” jako wkładkę do swojej „Gazety Wrocławskiej” (spadkobierczyni PZPR-owskiej „Gazety Robotniczej”), a po paru miesiącach włączyła do niej również „Słowo Polskie”. Pod koniec 2004 zamknięto drukarnię, sprowadzoną z Norwegii osiem lat wcześniej. W wyniku tych przekształceń w ponad sześciusettysięcznym Wrocławiu i całym trzymilionowym województwie dolnośląskim, oprócz dolnośląskich mutacji gazet ogólnopolskich wychodził już tylko jeden dziennik regionalny pod nazwą „Słowo Polskie – Gazeta Wrocławska” w sumarycznym nakładzie tygodniowym (w 2005 r.) 234 tys. egzemplarzy. Po dalszych kilku latach, kiedy dzienniki należące do koncernu Polskapresse zaczęły być wydawane pod jednolitym tytułem „Polska – The Times” na rynku prasowym Wrocławia jako dzienniki informacyjne wychodzą już tylko wyłącznie mutacje gazet ogólnopolskich.

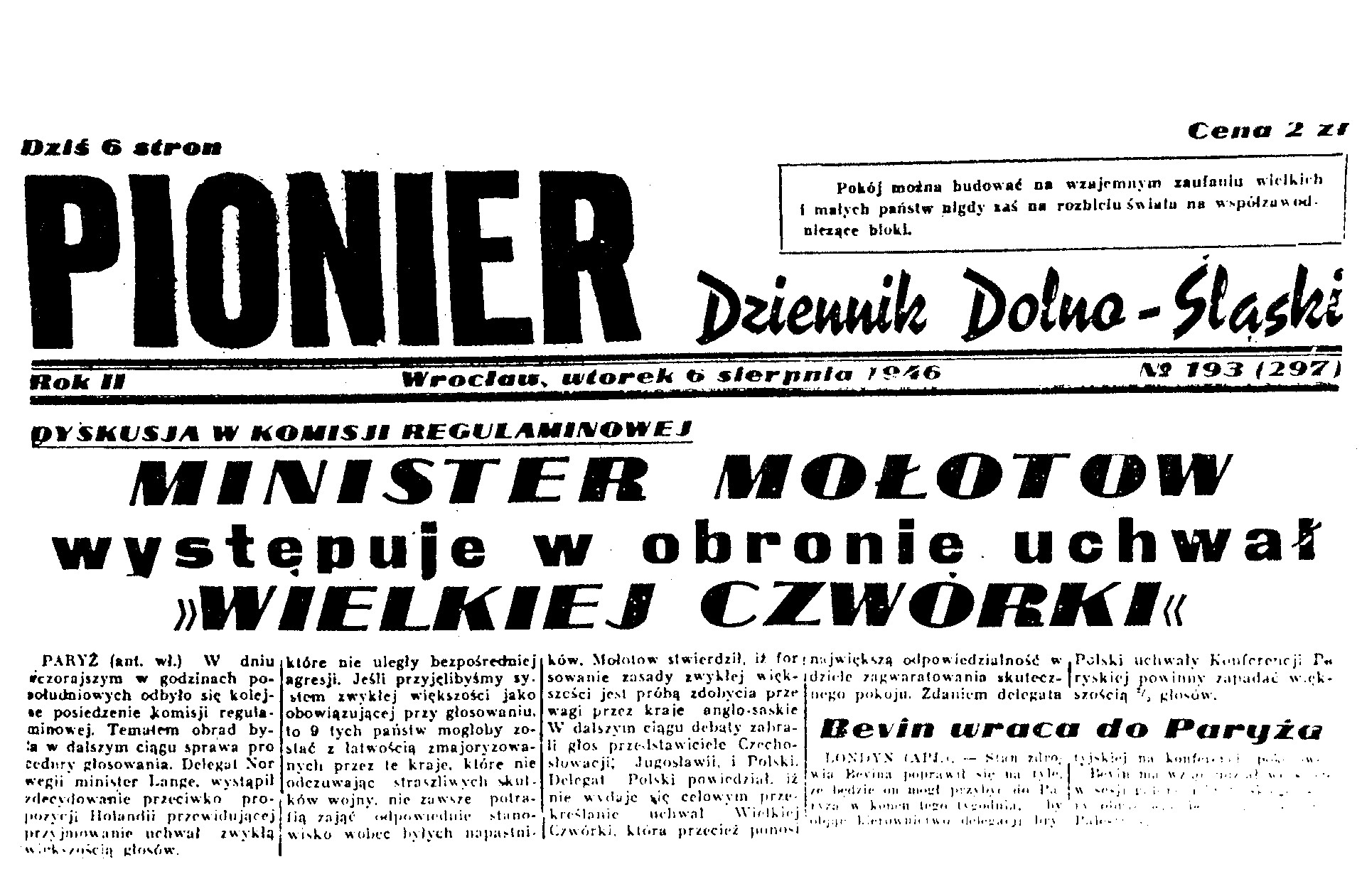
„Pionier” 1946
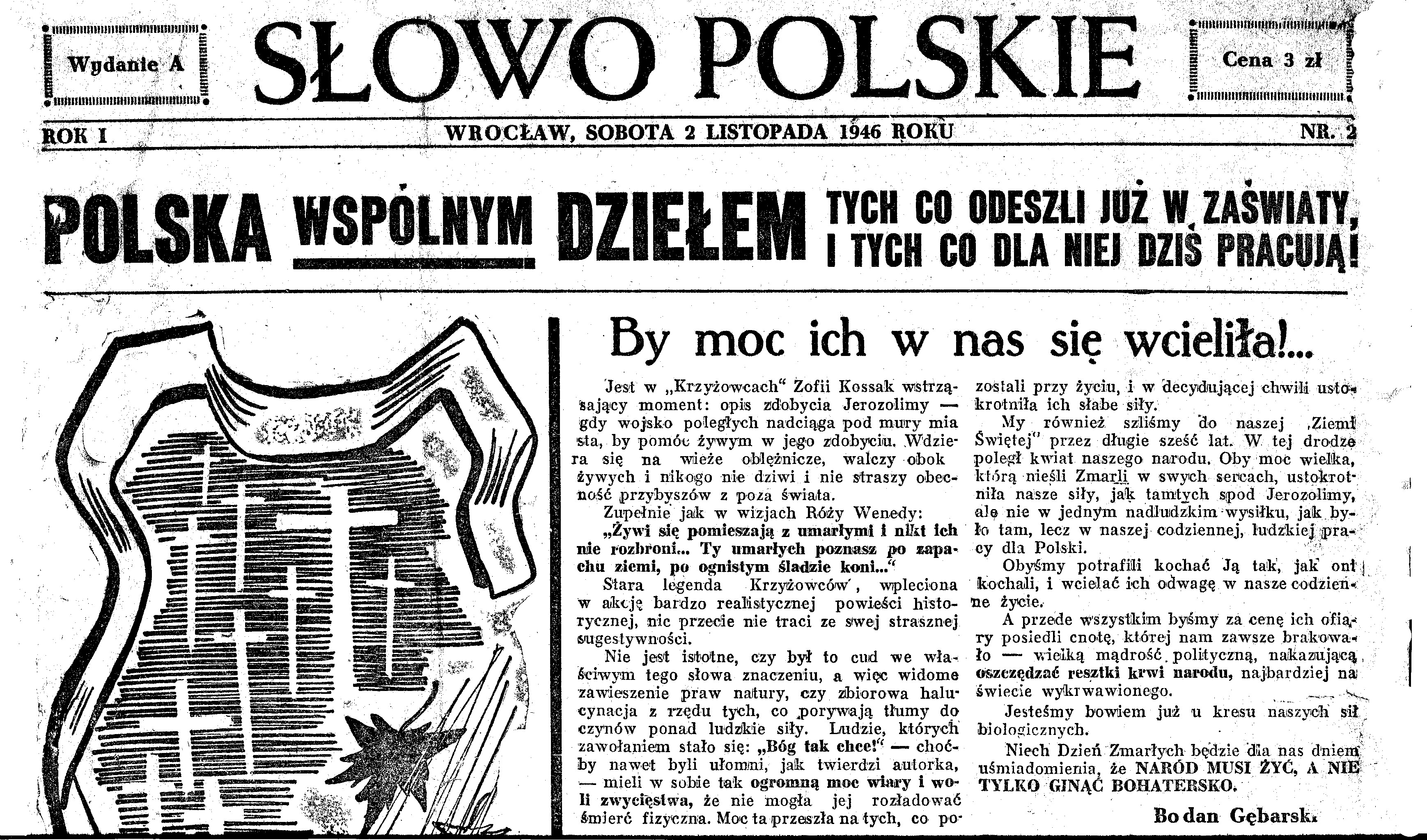
„Słowo Polskie” 1946
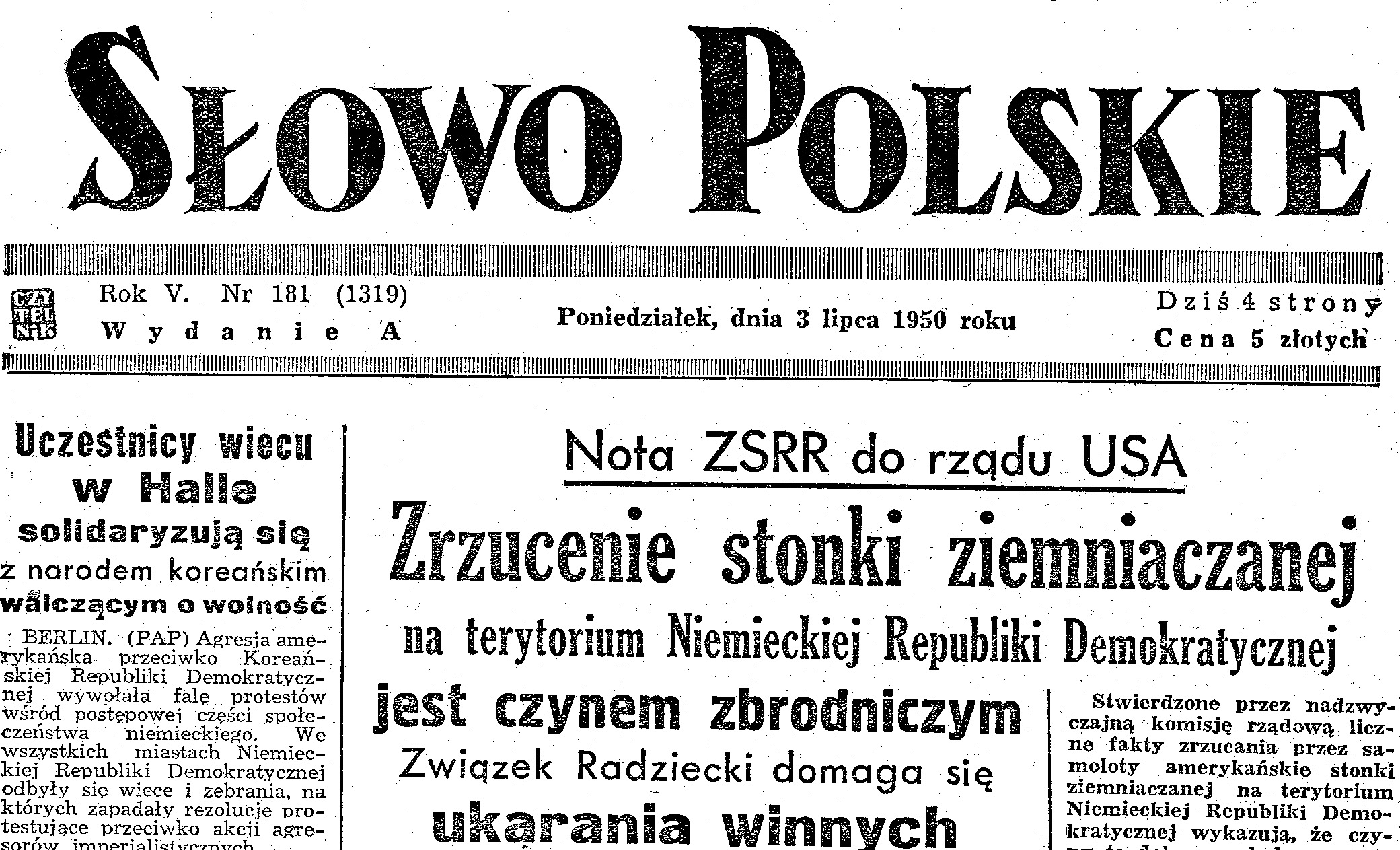
„Słowo Polskie” 1950[k]
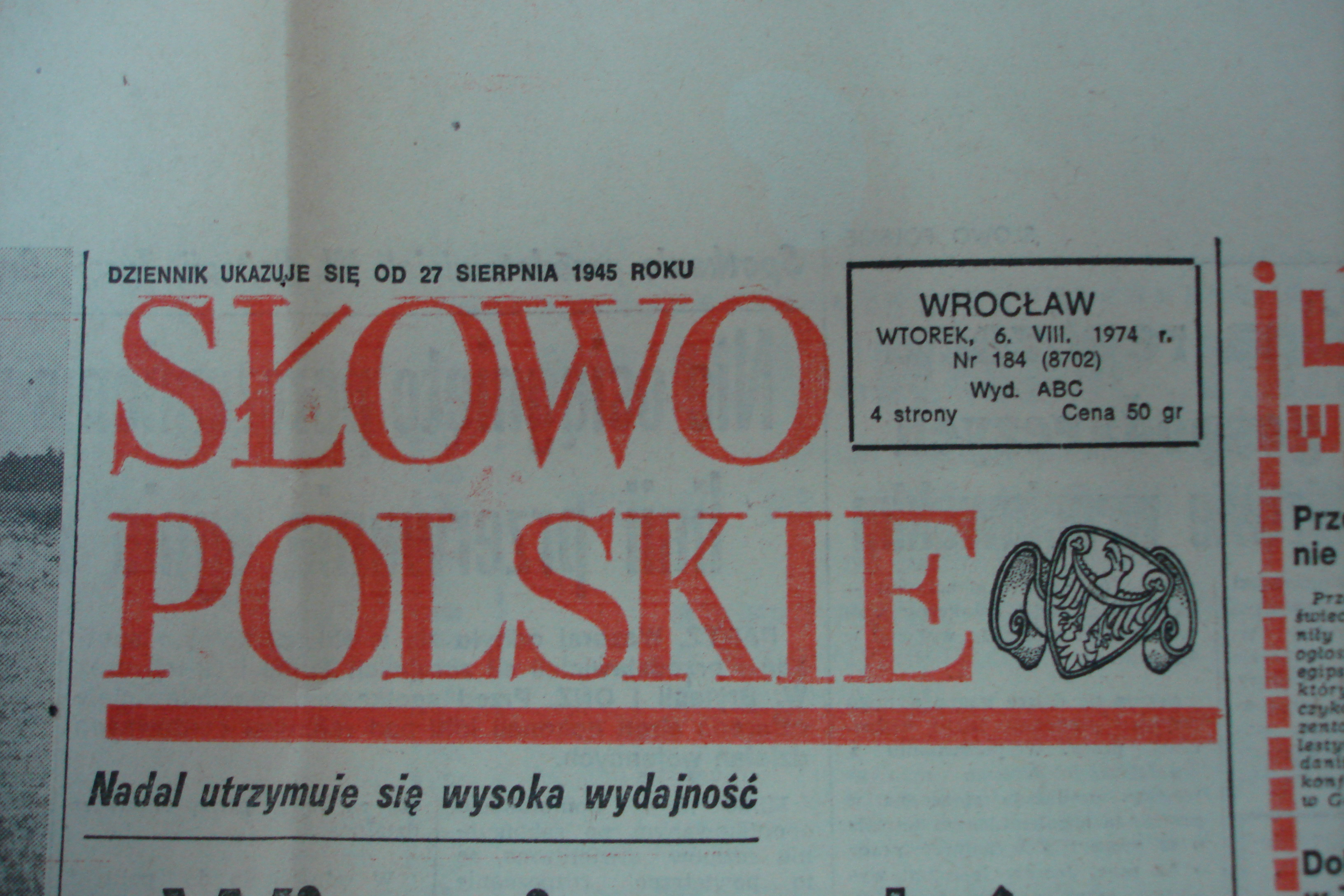
„Słowo Polskie” 1974
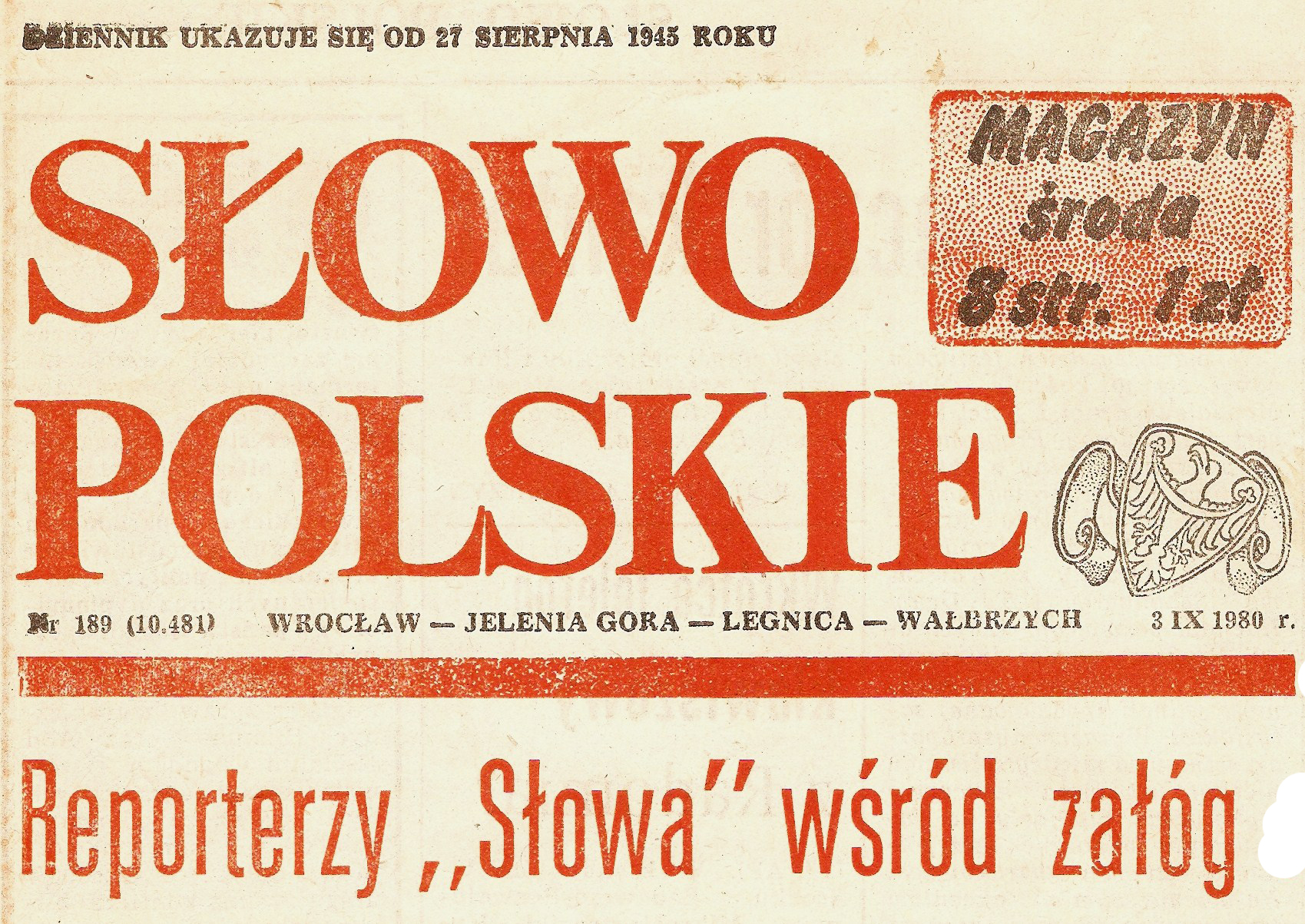
„Słowo Polskie” 1980